# Phoenicochroite
La phoenicochroite è un minerale.